# روزماري هنتر
روزماري هنتر (بالإنجليزية: Rosemary Hunter)‏ هي قانونية أسترالية، ولدت في 1962.